# Анатман
Ана́тман (санскр. अनात्मन्, IAST: anātman; пали: анатта; букв. «не-Я») — одна из важнейших доктрин буддизма, постулирующая отсутствие атмана — «Я», «самости» индивида или его души. Вместо учения об атмане, в буддизме присутствует учение о непрерывном процессе вспыхивания-угасания дхарм — неделимых «единиц психики», составляющих так называемую «личность» (санскр. пудгала). Индивидуальный поток дхарм, не имеющий ни начала, ни конца, называется «сантана».
Отличие атмана от не-атмана — важная часть учения веданты.

## В буддизме
Несуществование вечной души (анатма, анатман) вместе с непостоянством (анитья) и страданием (духкха) составляет основную характеристику бытия (трилакшана) в буддийской философии. Эти три характеристики бытия (трилакшана) являются «тремя признаками буддизма», отличающими его от других религий.
По мнению исследователя буддизма Майкла Кэрритерса, доктрина «не-души» (анатма-вада) Будды была непростой, смелой и открывала йогинам незнакомые ранее горизонты. Но учение представляло сложность для интеллектуального понимания и в особенности эмоционального принятия, поскольку любой человек обладает чувством «себя», и на уровне эмоций принять несуществование «Я» (атмана) трудно. Однако в буддизме не утверждается, что «я» не существует никаким способом. Согласно доктрине, «самость» является составной, обусловлена предыдущими причинами и зависит от соответствующих состояний сознания. Таким образом «я» есть — как условность и абстрактный термин, оборот речи; вечной и неизменной субстанции «Я» нет. Будда приводил аналогию с молоком. Молоко постепенно изменяется, так же как и «я» постоянно изменяется под действием множества причин: молоко становится простоквашей, она — сметаной, та — маслом, и нет оснований говорить о том, что у всех этих продуктов есть некий общий субстрат («молочность»).
По учению буддизма, индивид — это не соединение вечной статичной души (атмана) с бренным телом, как в других индийских религиях, а динамическая психосоматическая система в виде индивидуального потока дхарм — дискретных состояний психического и физического характера. Дхармы обусловливают возникновение друг друга в определенном порядке (пратитья-самутпада), взаимосогласованы в своем функционировании и образуют пять групп (скандх): рупа — тело и органы чувств; ведана — чувства (приятное, нейтральное, неприятное); санджня — восприятие, распознавание объектов (зрения, слуха, обоняния, вкуса, осязания, мысли); самскара — кармические факторы, определяющие конфигурацию индивидуального потока дхарм; виджняна — шесть чувственных сознаваний (сознание зрения, слуха, обоняния, вкуса, осязания, внутренних состояний).
Учение об анатмане провозглашает отсутствие отдельной, постоянной и неизменяемой души, самости в каком-либо феномене бытия. Буддизм подчеркивает, что то, что воспринимается индивидуумом как «Я» — всего лишь иллюзия, «подсказываемая» нам скандхами. Это же в свою очередь влечёт страдания и несчастья, испытываемые таким «Я». 
Будда проповедовал учение об анатмане пяти отшельникам в «Анатта-лаккхана-сутте» или проповеди «О признаках бессамостности»:

— Как вы думаете, о подвижники, это тело является вечным или невечным?
— Оно невечно (анитья), о Благодатный.
— Невечное является счастьем или страданием?
— Оно мучительно (духкха), о Благодатный.
— Но разве разумно думать о невечном, преходящем и мучительном: «Это моё, это есть Я, это и есть моя вечная душа, моя нетленная самость».
— Нет, конечно, о Благодатный.
— Следовательно, о подвижники, все тела в прошлом, настоящем и будущем как наши собственные, так и других существ, как прочные, так и хрупкие должны быть поняты соответственно их подлинной природе: «Это не моё, это не Я и это не моя вечная душа».
(Затем точно такие же диалоги последовали относительно ощущений, представлений, сил кармы и сознания, после которых Будда делал вывод, аналогичный последнему предложению.) — Перевод и комментарий В. П. Андросова
В «Анатта-лаккхана-сутте» Будда предлагает монахам проанализировать, есть ли в них самих хоть что-то, что можно обозначить как «атман» (пали атта). Подразумевается, что характеристики гипотетического атмана — «вечность, неизменность, способность к контролю». Упанишады брахманизма содержат идею о том, что атман есть Брахман, реальность которого — «бесконечное сознание (джняна)» и «высшее блаженство (ананда)». В ходе беседы перечисляются пять скандх, образующих индивида, и делается вывод: характеристики атмана неприложимы ни к одной скандхе (то есть неприложимы ни к чему в индивиде), и понятие «атман» не имеет никакого отношения к реальности психосоматических переживаний. 
В буддизме считается, что атман нельзя обнаружить с помощью своего непосредственного опыта в медитации или обычной жизни, так как атман является результатом мысленных конструкций, спекуляций, слухов, ошибочной интерпретации опыта в медитации или, в случае слова «я», просто «оборотом речи», как указывал Будда. Говоря об убеждённости в существовании атмана или «я», Будда сравнивал такую убеждённость с человеком, рассказывающим о любви к самой красивой женщине в мире, но не знающим её лица, имени и родственников. 
Будда менял своё отношение к атману и анатману в зависимости от типа слушателей, делая свою проповедь искусным средством. Известный буддийский монах Чандракирти, отмечая это, считал, что Будда проповедовал об атмане «самым невежественным» слушателям, тем самым пресекая их материализм. Наиболее опытным слушателям Будда говорил об анатмане, тем самым уничтожая у них «тонкую привязанность к личности». Те же, кто стали буддами, по утверждению Чандракирти, «сами понимали, что атман не является ни реальным, ни нереальным». Известный буддийский философ Нагарджуна указывал, что «Будда иногда учил, что атман существует, а иногда, что он не существует; последний взгляд более последователен и ближе к истине». Первую точку зрения Будда описывал сторонникам нигилизма (уччхеда-вады). Данное утверждение о существовании являлось условным учением и не было принципиальным для Будды, указывал Нагарджуна. Вторая же точка зрения предназначалась для более понимающих слушателей и являлась абсолютным учением, отмечал Нагарждуна.
Буддолог В. Г. Лысенко отмечала, что вопрос об отношении Будды к признанию существования атмана является актуальным в современной буддологии. Ответ же на него, по мнению В. Г. Лысенко, «не может быть категоричным», так как сам вопрос в своей основе — это безответный вопрос (авьякрита): задан с позиции ложного мнения об атмане, нерелевантный (акалья) и неправильно поставленный (накалло). Лысенко также приводила пример из Самъютта-никаи, в котором человек по имени Ваччха спрашивает Будду: «Существует или не существует атман?». Будда же ничего не отвечает на этот вопрос. В дальнейшем Будда указывает Ананде, что подтвердить существование было нельзя, так как это являлось бы признанием точки зрения сассата-вады и расхождением с опытом Будды. А опровергнуть существование было нельзя, так как в данном случае это являлось бы признанием точки зрения уччхеда-вады (связанной с отсутствием какого-либо бытия после смерти) и ввергло бы Ваччху в путаницу.

## В веданте
В веданте имеет место учение о различении атмана как «чистого сознания» (джняна, чайтанья) и характеристик личности, которые не являются атманом и представляют собой «пять покровов» (панча-коша):
1. Анна-майя-коша — оболочка, состоящая из пищи, физическое тело.
2. Прана-майя-коша — оболочка, состоящая из жизненной силы.
3. Мано-майя-коша — оболочка из мысли.
4. Виджняна-майя-коша — оболочка из сознания.
5. Ананда-майя-коша — оболочка из блаженства[18][19].

«Пять покровов» сравниваются с пятью ножнами, вложенными последовательно друг в друга и скрывающими вложенный в них кинжал. Внешняя, самая далекая от атмана оболочка — это физическое тело (аннамайякоша), ближайшая к атману оболочка —  «созданная из блаженства» (анандамайякоша). Деятельность субъекта связана лишь с оболочками (коша) и ничуть не затрагивает атмана.

Ведантисты стремились прийти к различению между атманом и анатманом (атма-анатма-вивека). Согласно веданте, необходимой процедурой является «отрицание», которое сводится к снятию «наложения» на атман всего, что им не является, и это должно привести к освобождению от иллюзии (майя). В адвайта-веданте цель состоит в прекращении иллюзорного явления Вселенной, которая, как считается, в действительности никогда не развертывалась из атмана, но возникла как наложенная на него видимость (виварта). Шанкарачарья в трактате «Самопознание» (Атмабодхах) писал об атмане, о том, что им не является, и об осознании атмана отличным от не-атмана:
«Будучи сопричастен пяти своим оболочкам, чистый Атман как бы тождественен им, — подобно тому, как кристалл кажется синим, если с синей тканью соединен.
Как дроблением рис от шелухи отделяют, так посредством различения отделяется глубинный чистый Атман от шелухи тела — пяти оболочек и прочего, с которым связано „Я“.

Сознавая Атман всегда отличным от тела, органов чувств, ума и интеллекта, а также от недифференцируемой материи, Атман лишь Зритель, наблюдающий за их деятельностью.»

## Наука
По словам Жюльена Мусолино, научный консенсус заключается в том, что разум — это сложная машина, которая действует по тем же физическим законам, что и все другие объекты во Вселенной. По словам Мусолино, в настоящее время нет никаких научных доказательств, подтверждающих существование души. Нейронаука стремится понять психические явления в рамках, согласно которым человеческое мышление и поведение обусловлены исключительно физическими процессами, происходящими внутри мозга, и действует путем редукционизма, ища объяснение разума с точки зрения мозговой активности. Данные визуализации мозга указывают на то, что все процессы разума имеют физические корреляты с функциями мозга. Если манипулирование активностью мозга меняет сознание, то можно сделать вывод о причинной роли этой активности мозга. Двумя наиболее распространенными типами манипуляционных экспериментов являются эксперименты по потере функции и эксперименты по приобретению функции. В эксперименте с потерей функции (также называемом «необходимостью») часть нервной системы уменьшается или удаляется в попытке определить, необходима ли она для возникновения определенного процесса, а в эксперименте с приобретением функции (также называемый «достаточностью»), один из аспектов нервной системы увеличивается по сравнению с нормой. Манипуляции мозговой деятельностью могут осуществляться с помощью прямой электростимуляции мозга, магнитной стимуляции мозга с помощью транскраниальной магнитной стимуляции, психофармакологической манипуляции, оптогенетической манипуляции, а также путем изучения симптомов поражения головного мозга. Нейробиологи также исследуют, как разум развивается вместе с развитием мозга. Физик Шон М. Кэрролл написал, что идея души несовместима с квантовой теорией поля. Он пишет, что для существования души: «Необходима не только новая физика, но и совершенно новая физика. В рамках квантовой теории поля не может быть новой совокупности «духовных частиц» и «духовных сил», которые взаимодействуют с нашими обычными силами, атомами, потому что мы бы обнаружили их в существующих экспериментах». Квантовый индетерминизм использовался как механизм объяснения возможного взаимодействия души и мозга, но нейробиолог Питер Кларк обнаружил ошибки в этой точке зрения, отметив, что нет никаких доказательств того, что такие процессы играют роль в функционировании мозга; Кларк пришел к выводу, что душа не имеет под собой оснований из квантовой физики.
Как гипотетическое, эмпирически не доказуемое, описывающее субстанциальное единство человеческих переживаний, опытно постигаемых только в самонаблюдении и при их проявлении в рамках поведения, понятие душа начиная с середины XIX века постепенно уходит из научной психологии, которая основывается на наблюдениях и экспериментах. Возникает принцип «психологии без души», введённый Ф. Ланге. В 1916 году С. Л. Франк отмечал, что мы стоим не «перед фактом смены одних учений о душе другими (по содержанию и характеру), а перед фактом совершенного устранения учения о душе».
Вопреки популярным представлениям, попытки обнаружения материального проявления души не получили положительных результатов. Нет доказательств, подтверждающих существование души, включая косвенные признаки влияния души на реальный мир, которые могли стать такими доказательствами. Идея души противоречит современным психологии, нейробиологии и физике.